# Palmira (Tabasco)
Palmira es una localidad del municipio de Nacajuca ubicado en la subregión centro del estado mexicano de Tabasco. La localidad fue creada el 15 de octubre de 2017.

## Geografía
La localidad de Palmira se sitúa en las coordenadas geográficas 18°01′02″N 92°59′09″O / 18.017085, -92.985698, a una elevación de 8 metros sobre el nivel del mar.

## Demografía
Según el Conteo de Población y Vivienda 2020, efectuado por el Instituto Nacional de Estadística y Geografía, la localidad de Palmira tiene 521 habitantes, de los cuales 230 son del sexo masculino y 291 del sexo femenino. Su tasa de fecundidad es de 1.38 hijos por mujer y tiene 149 viviendas particulares habitadas.
| Gráfica de evolución demográfica de Palmira entre 2020 y 2020 |
|                                                               |
| INEGI.                                                        |